# Sergestes formosensis
Sergestes formosensis is een tienpotigensoort uit de familie van de Sergestidae. De wetenschappelijke naam van de soort is voor het eerst geldig gepubliceerd in 1965 door Yokoya & Shibata.